# Alcazaba
Pour les articles homonymes, voir Casbah (homonymie).

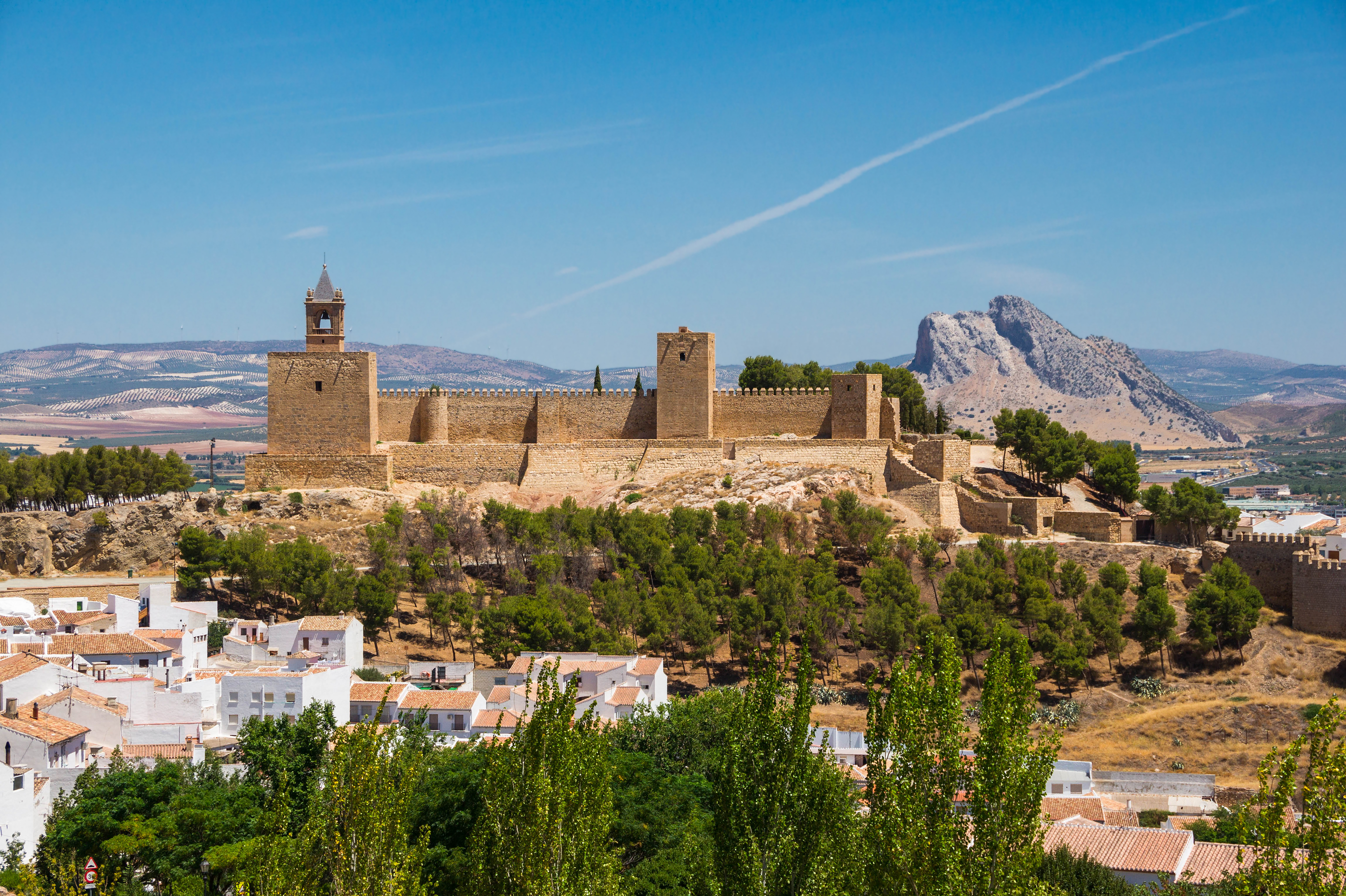
L'alcazaba d'Antequera, en Andalousie.

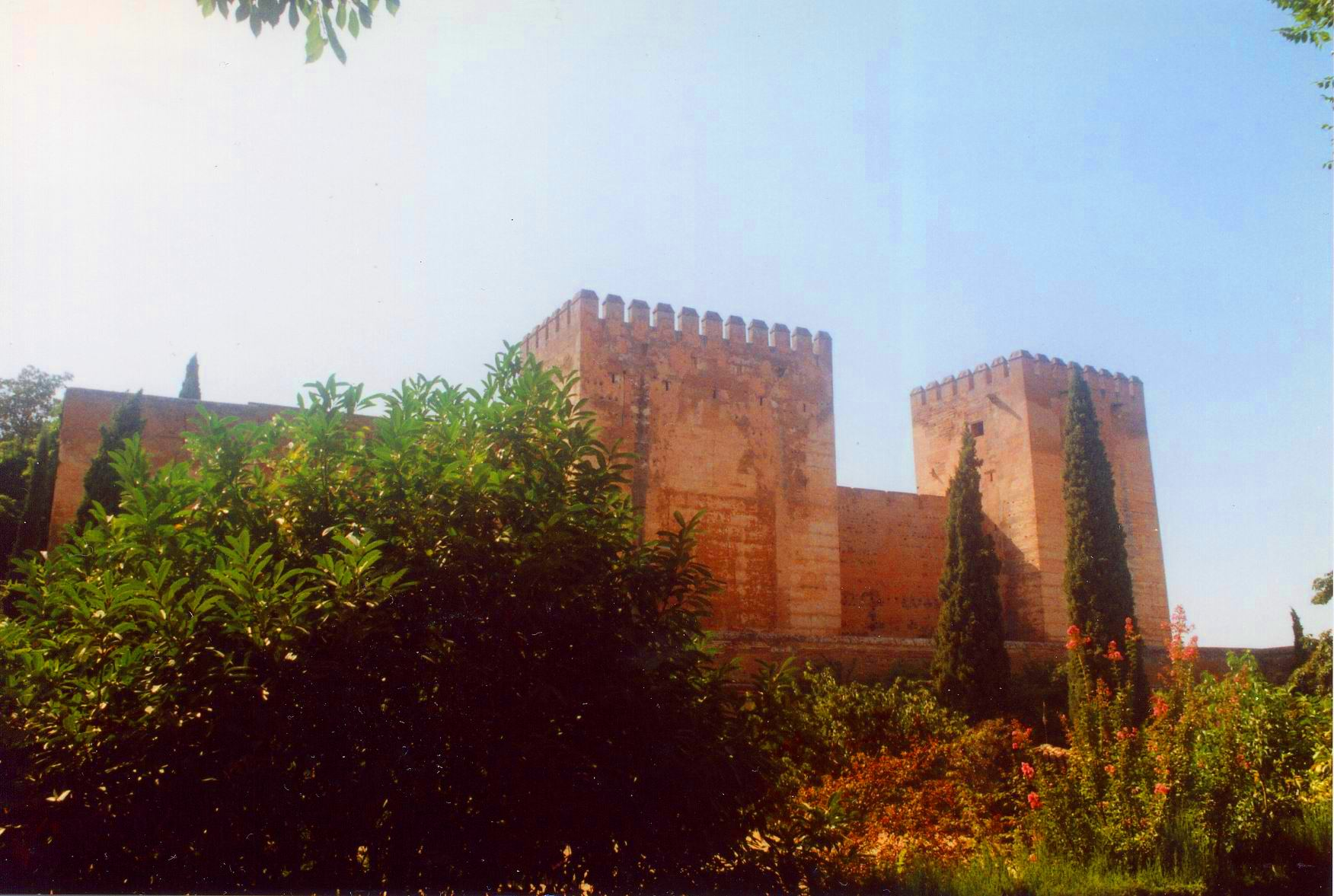
L'Alcazaba de l'Alhambra de Grenade, en Espagne.

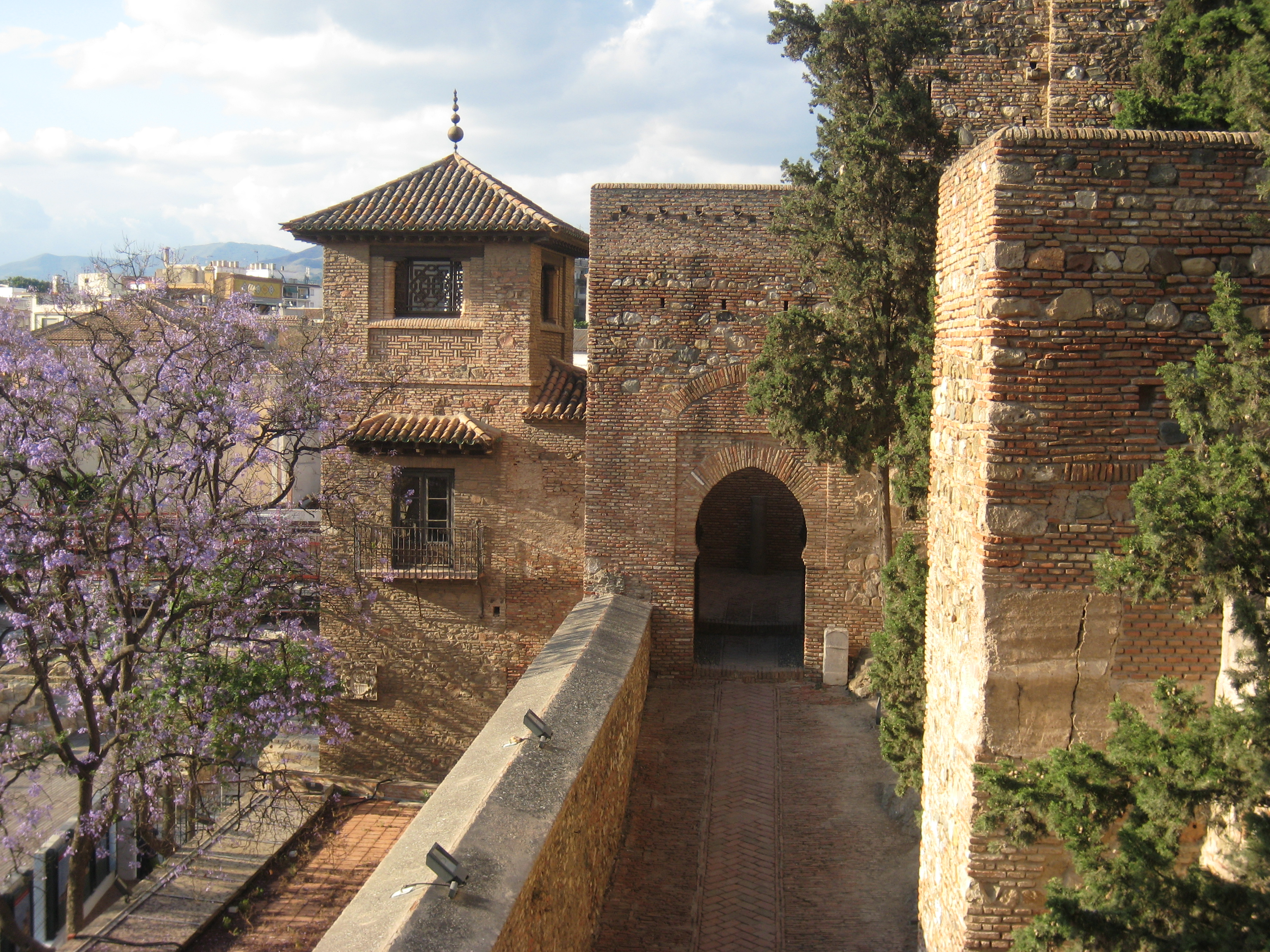
L'Alcazaba de Malaga, en Espagne.

Une alcazaba (ou alcáçova en portugais) désigne une place forte de caractère urbain, abritant une garnison qui formait souvent un petit quartier militaire avec des logements et des services, ayant vocation à protéger une ville, une frontière ou une route commerciale au temps du Moyen Âge, et ce principalement dans la société musulmane et d'Al-Andalous.

## Étymologie
L'origine du mot provient de l'arabe Al Casbah qui signifie une forteresse ou une citadelle, qu'on retrouve également en Afrique du Nord sous l'orthographe Kasbah ou Casbah.
L'alcazaba ne doit pas être confondue avec l'alcazar, dont le nom provient de l'arabe Al Qasr et signifie palais.

## Exemples d'alcazabas
L'alcazaba de l'Alhambra de Grenade contient une médina intérieure et des thermes arabes.
- Alcazaba (Almería)
- Alcazaba (Antequera)
- Alcazaba (Badajoz)
- Alcazaba (Alhambra), (Grenade)
- Alcazaba (Guadix)
- Alcazaba (Malaga)
- Alcazaba (Mérida)
- Alcáçova de Lisbonne devenu le château de Saint-Georges